# Russula rosea
Russula rosea là một loài nấm không ăn được trong chi Russula.